# 도쿄도지사
도쿄도지사(일본어: 東京都知事 도쿄토치지[*])는 도쿄도의 수장이다.
도쿄도는 제2차 세계 대전이 한창이던 1943년에 도쿄부와 도쿄시를 통합하여 만들었으며 처음에는 관선 도장관을 두었다. 이후 1947년 「지방자치법」이 시행되면서 지금의 민선 도지사로 바뀌었다.
휴일을 제외한 매주 금요일에 도쿄도지사의 정례기자회견이 열린다. 도정을 비롯한 여러 가지 질문이 이루어지며 도지사가 답하는 형식이다. 이 기자회견은 도쿄도의 웹사이트나 도쿄 메트로폴리탄 텔레비전(TOKYO MX) 등에서 생방송되며 과거의 기자회견도 인터넷에 공개되어 시청 가능하다.

## 역대 도지사

### 도쿄부지사
| 대수 | 사진 | 이름                           | 임기                              | 출신       | 비고                              |
| ---- | ---- | ------------------------------ | --------------------------------- | ---------- | --------------------------------- |
| 초대 |      | 가라스마루 미쓰에 (烏丸光徳)   | 1868년 7월 13일~1868년 12월 20일  | 교토부     | 10월 5일까지는 에도부지사         |
| 2대  |      | 오키 다카토 (大木喬任)         | 1869년 1월 16일~1869년 8월 22일   | 사가현     |                                   |
| 3대  |      | 미부 모토오사 (壬生基修)       | 1869년 11월 6일~1871년 9월 7일    | 교토부     |                                   |
| 4대  |      | 유리 기미마사 (由利公正)       | 1871년 9월 7일~1872년 8월 18일    | 후쿠이현   |                                   |
| 5대  |      | 오쿠보 이치오 (大久保一翁)     | 1872년 6월 30일~1875년 12월 19일  | 도쿄도     | 전임자 유리가 면직되기 전에 임명  |
| 6대  |      | 구스모토 마사타카 (楠本正隆)   | 1875년 12월 19일~1879년 12월 12일 | 나가사키현 | 1877년 1월 22일까지 내무대승 겸임 |
| 7대  |      | 마쓰다 미치유키 (松田道之)     | 1879년 12월 12일~1882년 7월 6일   | 돗토리현   |                                   |
| 8대  |      | 요시카와 아키마사 (芳川顕正)   | 1882년 7월 19일~1885년 6월 13일   | 도쿠시마현 | 내무소보 겸임                     |
| 9대  |      | 와타나베 히로모토 (渡辺洪基)   | 1885년 6월 13일~1886년 3월 9일    | 후쿠이현   |                                   |
| 10대 |      | 다카사키 고로쿠 (高崎五六)     | 1886년 3월 9일~1890년 5월 19일    | 가고시마현 |                                   |
| 11대 |      | 하치스카 모치아키 (蜂須賀茂韶) | 1890년 5월 19일~1891년 7월 21일   | 도쿠시마현 |                                   |
| 12대 |      | 도미타 데쓰노스케 (富田鐵之助) | 1891년 7월 21일~1893년 10월 26일  | 미야자키현 |                                   |
| 13대 |      | 미우라 야스시 (三浦安)         | 1893년 10월 26일~1896년 3월 14일  | 아이치현   |                                   |
| 14대 |      | 고가 미치쓰네 (久我通久)       | 1896년 3월 14일~1897년 10월 12일  | 교토부     |                                   |
| 15대 |      | 오카베 나가모토 (岡部長職)     | 1897년 10월 12일~1898년 7월 16일  | 오사카부   |                                   |
| 16대 |      | 고이즈카 류 (肥塚龍)           | 1898년 7월 16일~1898년 11월 12일  | 효고현     |                                   |
| 17대 |      | 센게 다카토미 (千家尊福)       | 1898년 11월 12일~1908년 3월 25일  | 시마네현   |                                   |
| 18대 |      | 아베 히로시 (阿部浩)           | 1908년 3월 28일~1912년 12월 30일  | 이와테현   |                                   |
| 19대 |      | 무나카타 다다스 (宗像政)       | 1912년 12월 30일~1914년 4월 21일  | 구마모토현 |                                   |
| 20대 |      | 구보타 기요치카 (久保田政周)   | 1914년 4월 21일~1915년 7월 2일    | 도쿄도     |                                   |
| 21대 |      | 이노우에 도모이치 (井上友一)   | 1915년 7월 2일~1919년 6월 12일    | 이시카와현 |                                   |
| 22대 |      | 아베 히로시 (阿部浩)           | 1919년 6월 20일~1921년 5월 27일   | 이와테현   |                                   |
| 23대 |      | 우사미 가쓰오 (宇佐美勝夫)     | 1921년 5월 27일~1925년 9월 16일   | 야마가타현 |                                   |
| 24대 |      | 히라쓰카 히로요시 (平塚広義)   | 1925년 9월 16일~1929년 7월 5일    | 야마가타현 |                                   |
| 25대 |      | 나카가와 겐조 (中川健藏)       | 1929년 7월 5일~1929년 10월 9일    | 니가타현   |                                   |
| 26대 |      | 우시즈카 도라타로 (牛塚虎太郎) | 1929년 10월 9일~1931년 12월 18일  | 도야마현   |                                   |
| 27대 |      | 하세가와 규이치 (長谷川久一)   | 1931년 12월 18일~1932년 1월 12일  | 나가사키현 |                                   |
| 28대 |      | 후지누마 쇼헤이 (藤沼庄平)     | 1932년 1월 12일~1932년 5월 27일   | 도치기현   |                                   |
| 29대 |      | 고사카 마사야스 (香坂昌康)     | 1932년 5월 27일~1935년 1월 4일    | 야마가타현 |                                   |
| 30대 |      | 요코야마 스케나리 (横山助成)   | 1935년 1월 15일~1937년 2월 10일   | 아키타현   |                                   |
| 31대 |      | 다치 데쓰지 (館哲二)           | 1937년 2월 10일~1938년 6월 24일   | 도야마현   |                                   |
| 32대 |      | 오카다 슈조 (岡田周造)         | 1938년 6월 24일~1941년 1월 7일    | 도치기현   |                                   |
| 33대 |      | 가와니시 지쓰조 (川西實三)     | 1941년 1월 7일~1942년 1월 9일     | 효고현     |                                   |
| 34대 |      | 마쓰무라 미쓰마 (松村光磨)     | 1942년 1월 9일~1943년 7월 1일     | 사가현     |                                   |

### 도쿄시장
| 대수 | 사진                            | 이름                           | 임기                              | 출신       | 비고 |
| ---- | ------------------------------- | ------------------------------ | --------------------------------- | ---------- | ---- |
| 초대 |                                 | 마쓰다 히데오 (松田秀雄)       | 1898년 10월 6일~1903년 6월 15일   | 사가현     |      |
| 2대  |                                 | 오자키 유키오 (尾崎行雄)       | 1903년 6월 29일~1908년 9월 12일   | 가나가와현 |      |
| 3대  | 1908년 9월 30일~1912년 6월 26일 | 오자키 유키오 (尾崎行雄)       |                                   | 가나가와현 |      |
| 4대  |                                 | 사카타니 요시로 (阪谷芳郎)     | 1912년 7월 12일~1915년 2월 25일   | 오카야마현 |      |
| 5대  |                                 | 오쿠다 요시토 (奥田義人)       | 1915년 6월 15일~1917년 8월 21일   | 돗토리현   |      |
| 6대  |                                 | 다지리 이나지로 (田尻稲次郎)   | 1918년 4월 5일~1920년 11월 27일   | 가고시마현 |      |
| 7대  |                                 | 고토 신페이 (後藤新平)         | 1920년 12월 17일~1923년 4월 27일  | 이와테현   |      |
| 8대  |                                 | 나가타 히데지로 (永田秀次郎)   | 1923년 5월 29일~1924년 9월 8일    | 효고현     |      |
| 9대  |                                 | 나카무라 요시코토 (中村是公)   | 1924년 10월 8일~1926년 6월 8일    | 히로시마현 |      |
| 10대 |                                 | 이사와 다키오 (伊沢多喜男)     | 1926년 7월 16일~1926년 10월 23일  | 나가노현   |      |
| 11대 |                                 | 니시쿠보 히로미치 (西久保弘道) | 1926년 10월 29일~1927년 12월 12일 | 치바현     |      |
| 12대 |                                 | 이치키 오토히코 (市来乙彦)     | 1928년 1월 7일~1929년 2월 14일    | 가고시마현 |      |
| 13대 |                                 | 호리키리 젠지로 (堀切善次郎)   | 1929년 4월 24일~1930년 5월 12일   | 후쿠시마현 |      |
| 14대 |                                 | 나가타 히데지로 (永田秀次郎)   | 1930년 5월 30일~1933년 1월 25일   | 효고현     |      |
| 15대 |                                 | 우시즈카 도라타로 (牛塚虎太郎) | 1933년 5월 10일~1937년 5월 9일    | 후쿠야마현 |      |
| 16대 |                                 | 고바시 이치타 (小橋一太)       | 1937년 6월 28일~1939년 4월 14일   | 구마모토현 |      |
| 17대 |                                 | 다토모기 게키치 (頼母木桂吉)   | 1939년 4월 24일~1940년 2월 19일   | 히로시마현 |      |
| 18대 |                                 | 오쿠보 도메지로 (大久保留次郎) | 1940년 5월 12일~1942년 7월 22일   | 이바라기현 |      |
| 19대 |                                 | 기시모토 아야오 (岸本綾夫)     | 1942년 8월 3일~1943년 6월 30일    | 오카야마현 |      |

### 도쿄도장관
| 대수 | 사진 | 이름                           | 임기                            | 출신       | 비고 |
| ---- | ---- | ------------------------------ | ------------------------------- | ---------- | ---- |
| 초대 |      | 오다치 시게오 (大達茂雄)       | 1943년 7월 1일~1944년 7월 22일  | 시마네현   |      |
| 2대  |      | 니시오 도시조 (西尾寿造)       | 1944년 7월 25일~1945년 8월 23일 | 돗토리현   |      |
| 3대  |      | 히로세 히사타다 (広瀬久忠)     | 1945년 8월 23일~1946년 1월 15일 | 야마나시현 |      |
| 4대  |      | 후지누마 쇼헤이 (藤沼庄平)     | 1946년 1월 15일~1946년 6월 8일  | 도치기현   |      |
| 5대  |      | 마쓰이 하루오 (松井春生)       | 1946년 6월 8일~1946년 7월 23일  | 미에현     |      |
| 6대  |      | 야스이 세이이치로 (安井誠一郎) | 1946년 7월 23일~1947년 3월 13일 | 오카야마현 |      |
| 7대  |      | 이이누마 가즈미 (飯沼一省)     | 1947년 3월 13일~1947년 4월 14일 | 후쿠시마현 |      |
| 8대  |      | 야스이 세이이치로 (安井誠一郎) | 1947년 4월 14일~1947년 5월 3일  | 오카야마현 |      |

### 도쿄도지사
| 대수 | 사진                             | 이름                           | 임기                              | 출신       | 비고 |
| ---- | -------------------------------- | ------------------------------ | --------------------------------- | ---------- | ---- |
| 초대 |                                  | 야스이 세이이치로 (安井誠一郎) | 1947년 5월 3일~1951년 5월 2일     | 오카야마현 |      |
| 2대  | 1951년 5월 3일~1955년 4월 26일   | 야스이 세이이치로 (安井誠一郎) |                                   | 오카야마현 |      |
| 3대  | 1955년 4월 27일~1959년 4월 18일  | 야스이 세이이치로 (安井誠一郎) |                                   | 오카야마현 |      |
| 4대  |                                  | 아즈마 류타로 (東龍太郎)       | 1959년 4월 27일~1963년 4월 22일   | 오사카부   |      |
| 5대  | 1963년 4월 23일~1967년 4월 22일  | 아즈마 류타로 (東龍太郎)       |                                   | 오사카부   |      |
| 6대  |                                  | 미노베 료키치 (美濃部亮吉)     | 1967년 4월 23일~1971년 4월 22일   | 도쿄도     |      |
| 7대  | 1971년 4월 23일~1975년 4월 22일  | 미노베 료키치 (美濃部亮吉)     |                                   | 도쿄도     |      |
| 8대  | 1975년 4월 23일~1979년 4월 22일  | 미노베 료키치 (美濃部亮吉)     |                                   | 도쿄도     |      |
| 9대  |                                  | 스즈키 슌이치 (鈴木俊一)       | 1979년 4월 23일~1983년 4월 22일   | 야마가타현 |      |
| 10대 | 1983년 4월 23일~1987년 4월 22일  | 스즈키 슌이치 (鈴木俊一)       |                                   | 야마가타현 |      |
| 11대 | 1987년 4월 23일~1991년 4월 22일  | 스즈키 슌이치 (鈴木俊一)       |                                   | 야마가타현 |      |
| 12대 | 1991년 4월 23일~1995년 4월 22일  | 스즈키 슌이치 (鈴木俊一)       |                                   | 야마가타현 |      |
| 13대 |                                  | 아오시마 유키오 (青島幸男)     | 1995년 4월 23일~1999년 4월 22일   | 도쿄도     |      |
| 14대 |                                  | 이시하라 신타로 (石原慎太郎)   | 1999년 4월 23일~2003년 4월 22일   | 효고현     |      |
| 15대 | 2003년 4월 23일~2007년 4월 22일  | 이시하라 신타로 (石原慎太郎)   |                                   | 효고현     |      |
| 16대 | 2007년 4월 23일~2011년 4월 22일  | 이시하라 신타로 (石原慎太郎)   |                                   | 효고현     |      |
| 17대 | 2011년 4월 23일~2012년 10월 31일 | 이시하라 신타로 (石原慎太郎)   |                                   | 효고현     |      |
| 18대 |                                  | 이노세 나오키 (猪瀬直樹)       | 2012년 12월 18일~2013년 12월 24일 | 나가노현   |      |
| 19대 |                                  | 마스조에 요이치 (舛添要一)     | 2014년 2월 11일~2016년 6월 21일   | 후쿠오카현 |      |
| 20대 |                                  | 고이케 유리코 (小池百合子)     | 2016년 8월 2일~2020년 7월 5일     | 효고현     |      |
| 21대 | 2020년 7월 5일~                  | 고이케 유리코 (小池百合子)     |                                   | 효고현     |      |

## 같이 보기
- 도쿄도
- 도쿄도 부지사